# Paralonchurus peruanus
Paralonchurus peruanus es una especie de pez de la familia Sciaenidae en el orden de los Perciformes.

## Morfología
Los machos pueden llegar alcanzar los 51 cm de longitud total.

## Alimentación
Come principalmente gusanos y otros invertebrados  bentónicos.

## Depredadores
En Perú es depredado por Merluccius gayi peruanus.

## Hábitat
Es un pez de clima tropical (3°S-13°S) y demersal.

## Distribución geográfica
Se encuentra en el Océano Pacífico suroriental: el Perú y Chile.

## Uso comercial
Es común en los mercados locales

## Observaciones
Es inofensivo para los humanos.